# Kudžula Kadfiz
Kudžula Kadfiz (kušansko starogrško Κοζουλου Καδφιζου, Kozoulou Kadfizou ali starogrško Κοζολα Καδαφες, Kozola Kadafes, harošti 𐨐𐨂𐨗𐨂𐨫 𐨐𐨯, IAST Ku-ju-la Ka-sa, Kudžula Kasa, starokitajsko 丘就卻,Qiujiuque) je bil od leta 30 do 80 n. št. ali 40 do 90 n. št. vladar Kušanskega cesarstva, * 20 n. št., † 80 n. št.
Bil je kušanski knez, ki je v 1. stoletju združil jueška plemena in postal prvi cesar Kušanskega cesarstva. Na Rabataškem napisu je podatek, da je bil praded velikega kušanskega cesarja Kaniške I. Kudžula Kadfiz se šteje za ustanovitelja Kušanskega cesarstva.

## Zgodovina
Poreklo Kudžule Kadfiza je popolna neznanka. Domneva se, da je bil potomec kušanskega vladarja Hereja ali celo on sam. Kudžula na nekaterih svojih kovancih deli svoje ime (kušansko Kozulu na "hermejih" ali Kozola na "avgustih") z nekaj zadnjimi indo-slitskimi vladarji, kot sta Liaka Kusulaka (grško Λιακα Κοζουλο, Liaka Kozulo) in njegov sin Patika Kusulaka, kar morda kaže na kakšne družinske vezi.

## Kitajski viri
Zdi se, da sta Kudžula Kadfiz in njegov sin Vima Takto (ali Vema Tahktu) v procesu širitve proti vzhodu izpodrinila Indo-Partsko kraljestvo, ki ga je na severozahodu Indije ustanovili Part Gondofar okoli leta 20 n. št.:
Njegov sin Jangaožen [verjetno Vema Tahktu ali morda njegov brat Sadašakana] je na tem mestu postal kralj. Premagal je Tianžu [severozahodna Indija] in postavil generale, ki bi ga nadzorovali in vodili. Jueži so nato izjemno obogateli. Vsa kraljestva [so svojega kralja] imenovala "kralj Guišuang" [Kušan], Han pa jih imenuje po njihovem prvotnem imenu "Da Jueži" [Veliki Jueži].
Vdor v indo-partsko kraljestvo, ki ga je vodil Kudžula Kadfiz, naj bi se zgodil kmalu po letu 45 n. št. med vladanjem Gondofarjevih naslednikov Abdagaza I. in Gondofarja IV. Sasa.

## Rodoslovje po Rabataškem napisu
Povezavo Kudžule z drugimi kušanskimi vladarji opisuje Rabataški napis kralja Kaniške, odkrit pred nekaj leti v Rabataku v Gandari. Kaniška je sestavil seznam kraljev, ki so vladali pred njim. Na njem so Kudžula Kadfiz (praded), Vima Taktu (ded), Vima Kadfiz (oče) in on sam:
In Kaniška je naročil, naj naredijo podobe, [in sicer] kot bogove, vseh kraljev, ki so tu zapisani: za kralja Kudžulo Kadfiza, [njegovega] pradeda, za kralja Vimo Taktuja [njegovega] deda, za kralja Vimo Kadfiza [njegovega) očeta in zanj, kralja Kaniško.

## Denar
Kovanci kušanskega vladarja Kudžule Kadfiza kažejo na širjenje verskega obzorja Kušanov. Prva izdaja njegovih kovancev ima na prednji strani ime in skromen portret Hermeja, na hrbtni strani pa podobo Herakleja in sledi grški tradiciji, čeprav je Heraklej morda interpretacija grško-iranskega boga Veretragne. V nasprotju s prejšnjimi domnevami, ki so Kudžulo Kadfiza na osnovi epiteta "satjadharmašita" obravnavale kot budista, je zdaj iz napisa v Mathuri jasno, da sta mu kraljestvo podelila Sarva (Šiva) in Skamdavira (Kandavira) in je bil privrženec hindujskega boga Šive. Osupljivo je dejstvo, da je Kudžula Kadfiz že tako zgodaj sprejel čaščenje Šive in uporabo pisave kharošti.

## Zunanje povezava
- Catalogue of coins of Kujula Kadphises

| Kudžula Kadfiz Kušanska dinastijaRojen: 20 Umrl: 80 |                              |                                     |
| Predhodnik: Herej (Gandara, Pandžab)                | Vladar Kušana 30 – 80 n. št. | Naslednik: Herej (kot kralj Kušana) |
| Predhodnik: Vima Takto (kot indo-partski kralj)     | Vladar Kušana 30 – 80 n. št. | Naslednik: Herej (kot kralj Kušana) |